# La Verrière
La Verrière /lavɛˈʀjɛʀ/ è un comune francese di 6 138 abitanti situato nel dipartimento degli Yvelines nella regione dell'Île-de-France.

## Amministrazione

### Gemellaggi
- Panicale
- Diabiguè

## Società

### Evoluzione demografica
Abitanti censiti